# She's so in love
She's so in love is een lied dat werd geschreven door Russ Ballard en in 1985 bekend werd als single van The Cats.
She's so in love werd voor het eerst opgenomen op 22 juli 1978 door de ex-drummer van The Beatles, Ringo Starr. Een jaar later, in 1979, bracht de Britse zangeres Lulu het nummer uit op haar lp Don't take love for granted. In haar versie wijzigde de titel in He's so in love.
Op de B-kant van de single staat het nummer I'll find my way back to you dat werd geschreven door Piet Veerman en Edward Reekers.

## Hitnotering
She's so in love verscheen voor het eerst op single in de versie van The Cats in 1985. In dat jaar kwam de single op 29 juni de Top 40 binnen. Hier bleef het vijf weken in staan en bereikte het nummer 27 als hoogste notering. 

### Nederlandse Top 40
| Positie: | 39 | 34 | 31 | 34 | 34 | uit |

### NederlandseMega top 50
| Positie: | 36 | 31 | 27 | 28 | 31 | uit |